# Amitus fuscipennis
Amitus fuscipennis är en stekelart som beskrevs av Macgown och Nebeker 1978. Amitus fuscipennis ingår i släktet Amitus och familjen gallmyggesteklar. Inga underarter finns listade i Catalogue of Life.